# Rocky Mountain Construction
Rocky Mountain Construction (anche abbreviato in RMC) è un'azienda che progetta e costruisce montagne russe, e in minor parte anche parchi acquatici. Ha sede a Hayden, Idaho, Stati Uniti, e adotta dei particolari modelli di binario per le montagne russe che costruisce (I-Box e Topper Track). Più nello specifico vengono utilizzati il modello I-Box per le montagne russe in acciaio e il modello Topper Track per quelle in legno e per quelle ibride. Quest'ultime sono anche gli ottovolanti per cui l'azienda è più nota.

## Storia
Rocky Mountain Construction fu fondata da Fred Grubb e Suanne Dedmon nel 2001. Fred Grubb aveva esperienza nel settore delle costruzioni avendo lavorato su case e zoo. La società ha lavorato, durante gli anni, a diversi progetti, tra cui la costruzione di montagne russe, parchi acquatici, edifici in acciaio, minigolf e piste per go-kart.
Nel 2009 Alan Schilke, designer di montagne russe statunitense, iniziò a lavorare per Rocky Mountain Construction per quanto riguardasse progettazione e ingegneria. In precedenza aveva lavorato con Arrow Dynamics (in seguito S&S Worldwide ) per progettare alcune montagne russe. Lavorando con Rocky Mountain Construction, Schilke e Grubb progettarono il noto modello di binario I-Box per le montagne russe ibride (binari in acciaio e supporti in legno). La prima implementazione di questo nuovo design ha debuttato sull'ottovolante ibrido New Texas Giant, situato a Six Flags Over Texas, inaugurato nel 2011.
Alla fine del 2011 Schilke annunciò che la società avrebbe lavorato su due progetti per tutto il 2012, che sarebbero stati entrambi inaugurati nel 2013. Questi furono rivelati in seguito: comprendevano un rinnovo dei binari di The Rattler (Six Flags Fiesta Texas), sostituendoli con il modello I-Box, e una nuova montagna russa, progettata da zero, he sarebbe stata aperta a Silver Dollar City, denominata Outlaw Run. La tecnologia del binario utilizzata per Outlaw Run, che consente di torcere una trave quadrata di legno, impiegò 4 anni per essere pronta all'implementazione. Ciò consentì a Rocky Mountain Construction di progettare tracciati con elementi la cui costruzione non è tradizionalmente possibile nelle montagne russe in legno, come ad esempio gli heartline roll. Grubb dichiarò che la tecnologia poteva essere utilizzata per nuovi elementi in futuro. Alcuni nuovi elementi sono stati realizzati con l'annuncio di Goliath a Six Flags Great America. L'ottovolante prevede infatti un dive loop e uno zero-g stall. L'attrazione fu aperta a giugno 2014.
Nel 2013 Rocky Mountain Construction firmò un accordo con un'azienda olandese, anch'essa costruttrice di montagne russe, ovvero Vekoma. L'accordo consente a Vekoma di vendere le montagne russe di Rocky Mountain Construction al di fuori del mercato nordamericano. Nel 2014 il Kolmården Wildlife Park in Svezia annunciò l'intenzione di costruire il primo ottovolante RMC in Europa, di nome Wildfire, inaugurato il 28 giugno 2016.
Per far fronte alla domanda di attrazioni Rocky Mountain Construction aprì una nuova fabbrica, il doppio di quella preesistente, nell'agosto 2014.

## Tecnologie

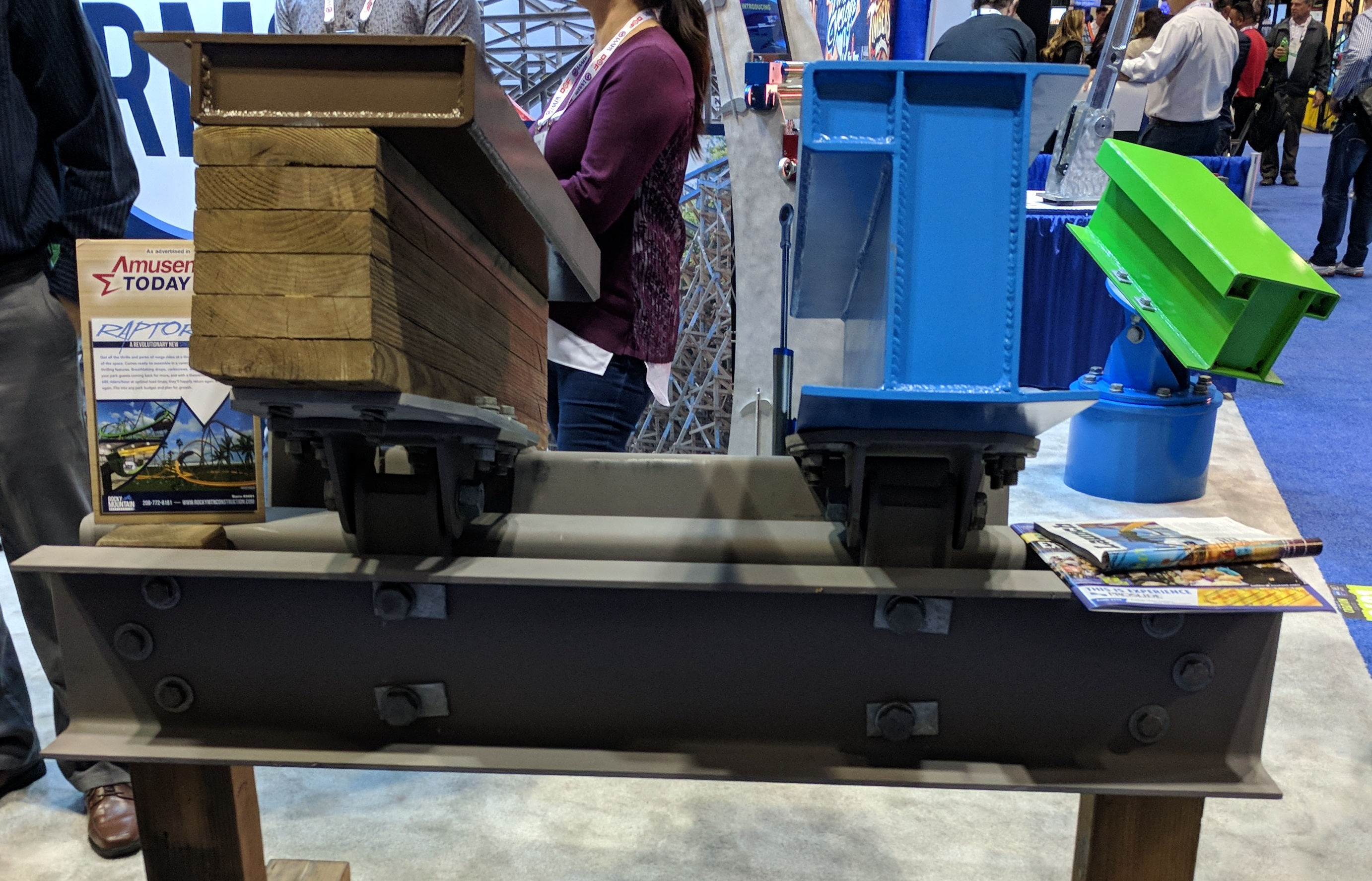
Topper Track (sinistra), I-Box (primo piano a destra) e T-Rex Track (secondo piano a destra)

### Binari
- I-Box: modello di binario più comunemente prodotto da Rocky Mountain Construction. Ideato per sostituire, sulle montagne russe in legno sotto rinnovazione, il binario preesistente in legno, la prima installazione di questo modello si ebbe su New Texas Giant a Six Flags Over Texas.[12][13]
- Topper Track: modello di binario installato su diversi ottovolanti negli Stati Uniti.[14][15][16] È progettato per ridurre la manutenzione richiesta sulle montagne russe in legno e per offrire ai passeggeri un'esperienza più piacevole.[15][17] Questo binario in acciaio sostituisce gli strati superiori di legno laminato.[17]
- T-Rex Track: modello di binario a rotaia singola, utilizzata dall'azienda sulla loro prima vera montagna russa.
- Raptor Track: modello molto simile al T-Rex Track, ma con la differenza che sul Raptor Track operano solo treni con un posto per vagone, e quindi che tendono ad essere meno larghi ma più lunghi.

### Treni
L'azienda inoltre produce treni per le montagne russe in legno, appositamente progettati per funzionare sui Topper Track stessi. Essi sono dotati di ruote in acciaio rispetto alle ruote in poliuretano presenti sulla maggior parte degli altri treni.

## Installazioni

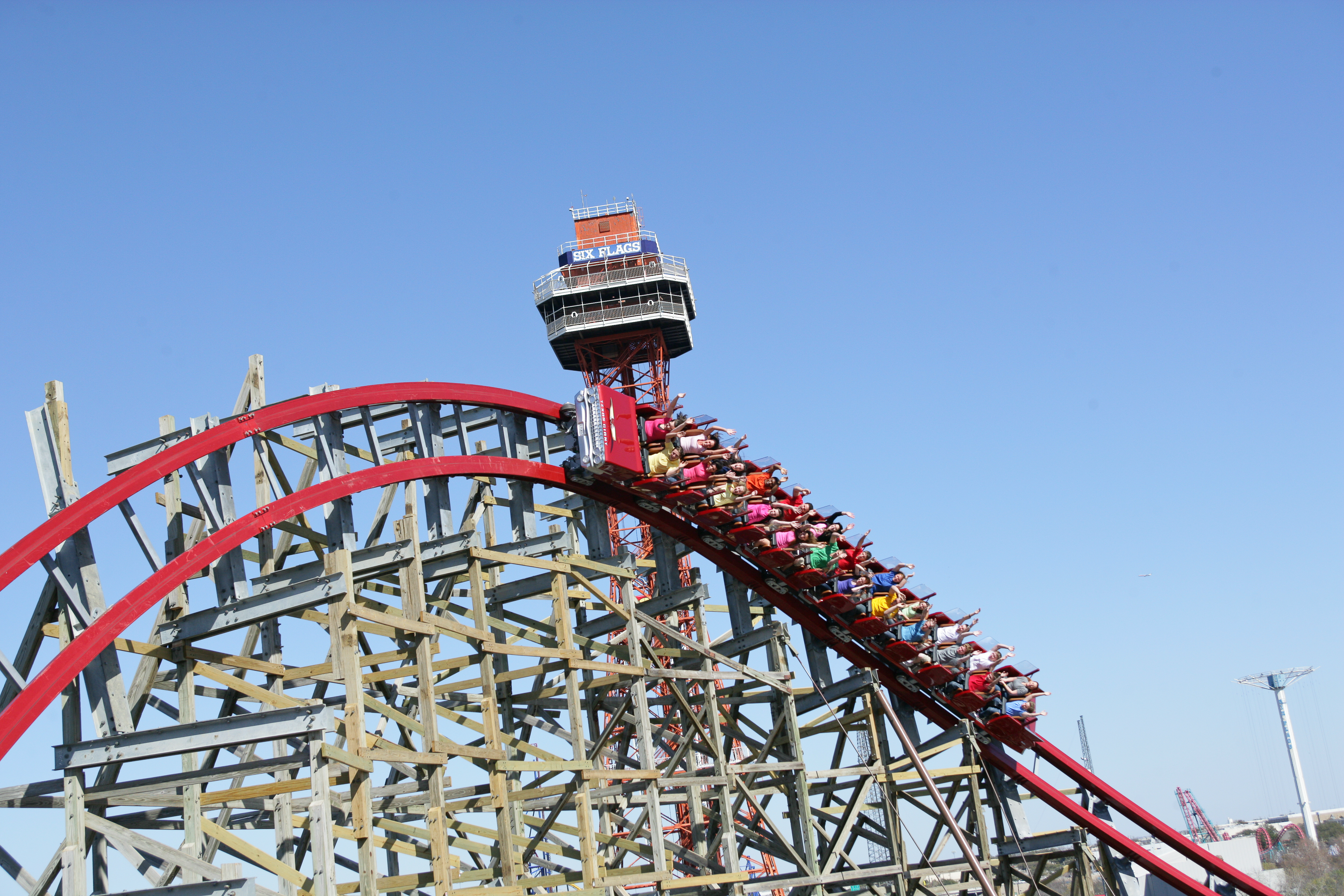
New Texas Giant, noto come Texas Giant prima del rinnovo per mano di RCM

Al 2019 Rocky Mountain Construction ha costruito o rinnovato 21 montagne russe in tutto il mondo. 19 di queste sono attualmente operative, mentre 2 sono in costruzione.
| Nome                              | Modello              | Parco                       | Nazione     | Anno apertura | Status         | Immagine |
| --------------------------------- | -------------------- | --------------------------- | ----------- | ------------- | -------------- | -------- |
| New Texas Giant                   | Acciaio - I-Box      | Six Flags Over Texas        | Stati Uniti | 2011          | Operativa      |          |
| Outlaw Run                        | Legno - Topper Track | Silver Dollar City          | Stati Uniti | 2013          | Operativa      |          |
| Iron Rattler                      | Acciaio - I-Box      | Six Flags Fiesta Texas      | Stati Uniti | 2013          | Operativa      |          |
| Medusa Steel Coaster              | Acciaio - I-Box      | Six Flags Mexico            | Messico     | 2014          | Operativa      |          |
| Goliath                           | Legno - Topper Track | Six Flags Great America     | Stati Uniti | 2014          | Operativa      |          |
| Twisted Colossus                  | Acciaio - I-Box      | Six Flags Magic Mountain    | Stati Uniti | 2015          | Operativa      |          |
| Wicked Cyclone                    | Acciaio - I-Box      | Six Flags New England       | Stati Uniti | 2015          | Operativa      |          |
| Wildfire                          | Legno - Topper Track | Kolmården                   | Svezia      | 2016          | Operativa      |          |
| Storm Chaser                      | Acciaio - I-Box      | Kentucky Kingdom            | Stati Uniti | 2016          | Operativa      |          |
| Lightning Rod                     | Legno - Topper Track | Dollywood                   | Stati Uniti | 2016          | Operativa      |          |
| The Joker                         | Acciaio - I-Box      | Six Flags Discovery Kingdom | Stati Uniti | 2016          | Operativa      |          |
| Twisted Timbers                   | Acciaio - I-Box      | Kings Dominion              | Stati Uniti | 2018          | Operativa      |          |
| Steel Vengeance                   | Acciaio - I-Box      | Cedar Point                 | Stati Uniti | 2018          | Operativa      |          |
| Twisted Cyclone                   | Acciaio - I-Box      | Six Flags Over Georgia      | Stati Uniti | 2018          | Operativa      |          |
| Wonder Woman Golden Lasso Coaster | Acciaio - Raptor     | Six Flags Fiesta Texas      | Stati Uniti | 2018          | Operativa      |          |
| RailBlazer                        | Acciaio - Raptor     | California's Great America  | Stati Uniti | 2018          | Operativa      |          |
| Hakugei                           | Acciaio - I-Box      | Nagashima Spa Land          | Giappone    | 2019          | Operativa      |          |
| Untamed                           | Acciaio - I-Box      | Walibi Holland              | Paesi Bassi | 2019          | Operativa      |          |
| Zadra                             | Acciaio - I-Box      | Energylandia                | Polonia     | 2019          | Operativa      |          |
| N.D.                              | Acciaio - I-Box      | Busch Gardens Tampa         | Stati Uniti | 2020          | In costruzione |          |
| Jersey Devil Coaster              | Acciaio - Raptor     | Six Flags Great Adventure   | Stati Uniti | 2020          | In costruzione |          |